# Krasnoje Znamia (1895)
Krasnoje Znamia (ros. Красное Знамя, pol. Czerwony Sztandar) – rosyjska a następnie radziecka kanonierka, wodowana w 1895 pod nazwą „Chrabryj” (pol. Odważny). 
Podczas I wojny światowej, okręt uczestniczył w walkach na Morzu Bałtyckim. W 1917 podczas operacji Albion został uszkodzony. Pięć lat po rewolucji bolszewickiej, 31 grudnia 1922, został przemianowany na „Krasnoje Znamia”. Okręt uczestniczył w wojnie kontynuacyjnej, 16 listopada 1942 został storpedowany przez 3 fińskie kutry torpedowe: „Syöksy”, „Vinha” i „Vihuri”. Fiński dowódca - kapteeniluutnantti Jouko Pirhonen, za udaną akcję, zakończoną sukcesem, został odznaczony Krzyżem Mannerheima. 13 listopada 1943, został podniesiony. W 1960 ostatecznie skreślony z listy okrętów radzieckiej Marynarki Wojennej.